# Брезовица
Брезовица е село и едноименен и единствен ски-курорт в Косово, община Щръбце.
Курортният комплекс е разположен на северозападните склонове на Шар планина на надморска височина от 900 m до 2500 m.
Обилните валежи в съчетание с предимно северни склонове на планината благоприятстват развитието на алпийските спортове в района на Брезовица. Същевременно мекият климат на котловината Сиринич, който прекрасно се съчетава с алпийската природа на Шар, прави мястото подходящо за целогодишен отдих и туризъм.
Ски-съоръженията в курорта включват 5 седалкови лифта и 5 ски-влека с 16 km ски писти със средна дължина около 3000 метра. Тук се организират състезания по всички ски-алпийски дисциплини: слалом, гигантски слалом, супер гигантски слалом и спускане, тъй като пистите позволяват провеждането на всякакъв вид състезания. Капацитетът на курорта е за 50 000 скиори.
Брезовица е подходящо място за отдих и практикуване на ски-спорт и от българските туристи и скиори, тъй като отдалечеността на курорта от София е съпоставима с тази на Пампорово в Родопите.
През зимния сезон на 2008/2009 година цените на картите за ски-съоръженията са били в евро:
- еднодневна – 10
- двудневна – 20
- тридневна – 27
- четиридневна – 35
- седмодневна – 60
- сезонна – 150

В края на 2008, Косовската агенция по приватизация обявява, че курорта се обявява за приватизация.